# A kiválasztott (Suzanne Collins)
A kiválasztott Suzanne Collins 2010-ben megjelent sci-fi regénye, Az éhezők viadala (The Hunger Games) című trilógia befejező kötete, amely Katniss Everdeen történetét folytatja. A könyv hat nappal az e-könyv után jelent meg nyomtatott formában és hangoskönyvként, és egy hét alatt 450 000 példányban fogyott el. A kritikák általában kedvezően írtak róla, ha nem is olyan lelkesen, mint a trilógia előző két kötetéről.

## Cselekménye
|  | Alább a cselekmény részletei következnek! |

Mihelyt befejeződött a harmadik Nagy Mészárlás, melyen az összes eddigi győztesek közül sorsoltak résztvevőket, Katniss a hamvaiból feltámadt Tizenharmadik Körzetben találja magát, ahol az emberek győzködik, hogy vállalja el a forradalmár szerepét.
Amíg Katniss a többi körzetet buzdítja, addig Peeta a Kapitóliumban raboskodik, ahol megváltoztatják az emlékeit, így már ő sem ugyanaz az ember. Katnissnek döntést kell hoznia abban is, hogy kit választ végül maga mellé, Gale-t, a társát, vagy Peetát, akivel együtt csinálta végig az egész Éhezők Viadalát?
|  | Itt a vége a cselekmény részletezésének! |

## Magyarul
- A kiválasztott. Az éhezők viadala-trilógia 3. kötete; ford. Totth Benedek; Agave Könyvek, Bp., 2011